# Kasulu
Kasulu es una ciudad de Tanzania perteneciente a la región de Kigoma en el noroeste del país. Dentro de la región, forma una subdivisión equiparada a un valiato y es al mismo tiempo la sede administrativa del vecino valiato rural homónimo sin pertenecer al mismo.
En 2012, la ciudad tenía una población total de 208 244 habitantes.
Se ubica unos 70 km al noreste de la ciudad de Kigoma, cerca de la frontera con Burundi, sobre la carretera B8 que une Bukoba con Zambia.
Se conoce la existencia de la localidad desde el siglo XVI. Aunque era una localidad importante en la zona ya en la época colonial, su desarrollo urbano se produjo a finales del siglo XX, al albergar en sus alrededores campos de refugiados de la guerra civil de Burundi, que en el año 2000 llegaron a sumar noventa mil refugiados pese a no alcanzar la localidad los veinte mil habitantes en el censo de 1988. Estos campos aceleraron el desarrollo del comercio, aunque produjeron problemas de inseguridad y aumento de precios. Pese a su rápido desarrollo urbano, la agricultura y la ganadería siguen siendo la base de la economía local.

## Subdivisiones
El territorio de la ciudad se divide en las siguientes nueve katas:
- Kasulu Mjini
- Kigondo
- Msambara
- Muganza
- Muhunga
- Murufiti
- Nyansha
- Nyumbigwa
- Ruhita